# Непал на летних Олимпийских играх 2008
Непал принимал участие в Летних Олимпийских играх 2008 года в Пекине (Китай) в одиннадцатый раз за свою историю, но не завоевал ни одной медали. Сборную страны представляло 8 спортсменов, в том числе 4 женщины.